# Alberto Ohaco
Alberto Bernardino Ohaco (ur. 20 stycznia 1889 w Avellanedzie, zm. 3 stycznia 1950) – argentyński piłkarz, grający podczas kariery na pozycji napastnika.

## Kariera klubowa
Alberto Ohaco podczas piłkarskiej kariery w latach 1906–1923 występował w Racing Club de Avellaneda. Z Racingiem ośmiokrotnie zdobył mistrzostwo Argentyny w 1913, 1914, 1915, 1916, 1917, 1918, 1919, 1921. Ogółem w barwach Racingu rozegrał 278 meczów, w których strzelił 244 bramki.

## Kariera reprezentacyjna
W reprezentacji Argentyny Ohaco występował w latach 1912–1918. W reprezentacji zadebiutował 15 sierpnia 1912 w przegranym 0-2 meczu z Urugwajem, którego stawką było Copa Lipton. W 1916 wystąpił w pierwszych oficjalnych Mistrzostwach Ameryki Południowej. Na turnieju w Argentynie wystąpił w meczach z Chile (bramki w 2 i 75 min.) i Urugwajem.
W 1917 po raz drugi wystąpił w Mistrzostwach Ameryki Południowej. Na turnieju w Montevideo wystąpił we wszystkich trzech meczach z Brazylią (2 bramki w 56 i 58 min), Chile i Urugwajem. Ostatni raz w reprezentacji Ohaco wystąpił 28 lipca 1918 w przegranym 1-3 meczu z Urugwajem, którego stawką było Gran Premio de Honor Uruguayo. Ogółem w barwach albicelestes wystąpił w 13 meczach, w których strzelił 7 bramek.
| Mecze i gole w reprezentacji | Mecze i gole w reprezentacji | Mecze i gole w reprezentacji | Mecze i gole w reprezentacji | Mecze i gole w reprezentacji | Mecze i gole w reprezentacji | Mecze i gole w reprezentacji |
| #                            | Data                         | Miasto                       | Przeciwnik                   | Gol                          | Wynik                        | Rozgrywki                    |
| ---------------------------- | ---------------------------- | ---------------------------- | ---------------------------- | ---------------------------- | ---------------------------- | ---------------------------- |
| 1.                           | 15.08.1912                   | Montevideo                   | Urugwaj                      |                              | 0:2                          | Copa Lipton                  |
| 2.                           | 15.08.1913                   | Avellaneda                   | Urugwaj                      |                              | 4:0                          | Copa Lipton                  |
| 3.                           | 15.08.1915                   | Buenos Aires                 | Urugwaj                      |                              | 2:1                          | Copa Lipton                  |
| 4.                           | 12.09.1915                   | Montevideo                   | Urugwaj                      |                              | 0:2                          | Copa Newton                  |
| 5.                           | 06.07.1916                   | Buenos Aires                 | Chile                        | Gol · Gol                    | 6:1                          | Copa América                 |
| 6.                           | 12.07.1916                   | Buenos Aires                 | Chile                        |                              | 1:0                          | towarzyski                   |
| 7.                           | 17.07.1916                   | Avellaneda                   | Urugwaj                      |                              | 0:0                          | Copa América                 |
| 8.                           | 15.08.1916                   | Avellaneda                   | Urugwaj                      | Gol · Gol                    | 3:1                          | Copa Newton                  |
| 9.                           | 03.10.1917                   | Montevideo                   | Brazylia                     | Gol · Gol                    | 4:2                          | Copa América                 |
| 10.                          | 06.10.1917                   | Montevideo                   | Chile                        |                              | 1:0                          | Copa América                 |
| 11.                          | 14.10.1917                   | Montevideo                   | Urugwaj                      |                              | 0:1                          | Copa América                 |
| 12.                          | 21.10.1917                   | Avellaneda                   | Chile                        | Gol                          | 1:1                          | towarzyski                   |
| 13.                          | 28.07.1918                   | Montevideo                   | Urugwaj                      |                              | 1:3                          | Gran Premio                  |